# Distrikt Potoni
Der Distrikt Potoni liegt in der Provinz Azángaro in der Region Puno in Südost-Peru. Der Distrikt wurde am 2. Mai 1854 gegründet. Er besitzt eine Fläche von 622 km². Beim Zensus 2017 wurden 4094 Einwohner gezählt. Im Jahr 1993 betrug die Einwohnerzahl 6897, im Jahr 2007 6592. Sitz der Distriktverwaltung ist die 4148 m hoch gelegene Ortschaft Potoni mit 671 Einwohnern (Stand 2017). Potoni befindet sich 58 km nordnordöstlich der Provinzhauptstadt Azángaro.

## Geographische Lage
Der Distrikt Potoni befindet sich im Andenhochland im äußersten Norden der Provinz Azángaro. Der Río Ramis fließt entlang der nördlichen Distriktgrenze nach Westen und durchquert anschließend unterhalb der Einmündung des Río Antauta den äußersten Westen des Distrikts in südlicher Richtung.
Der Distrikt Potoni grenzt im Süden und Südwesten an die Distrikte Muñani und San Antón, im Westen an den Distrikt Antauta (Provinz Melgar), im Norden an die Distrikte Ajoyani und Crucero (beide in der Provinz Carabaya) sowie im Osten und Südosten an den Distrikt Putina (Provinz San Antonio de Putina).

## Ortschaften
Im Distrikt gibt es neben dem Hauptort folgende größere Ortschaften:
- Carlos Gutiérrez Alzamora (1383 Einwohner)